# Guérison de l'autisme
Vous lisez un « bon article » labellisé en 2022.

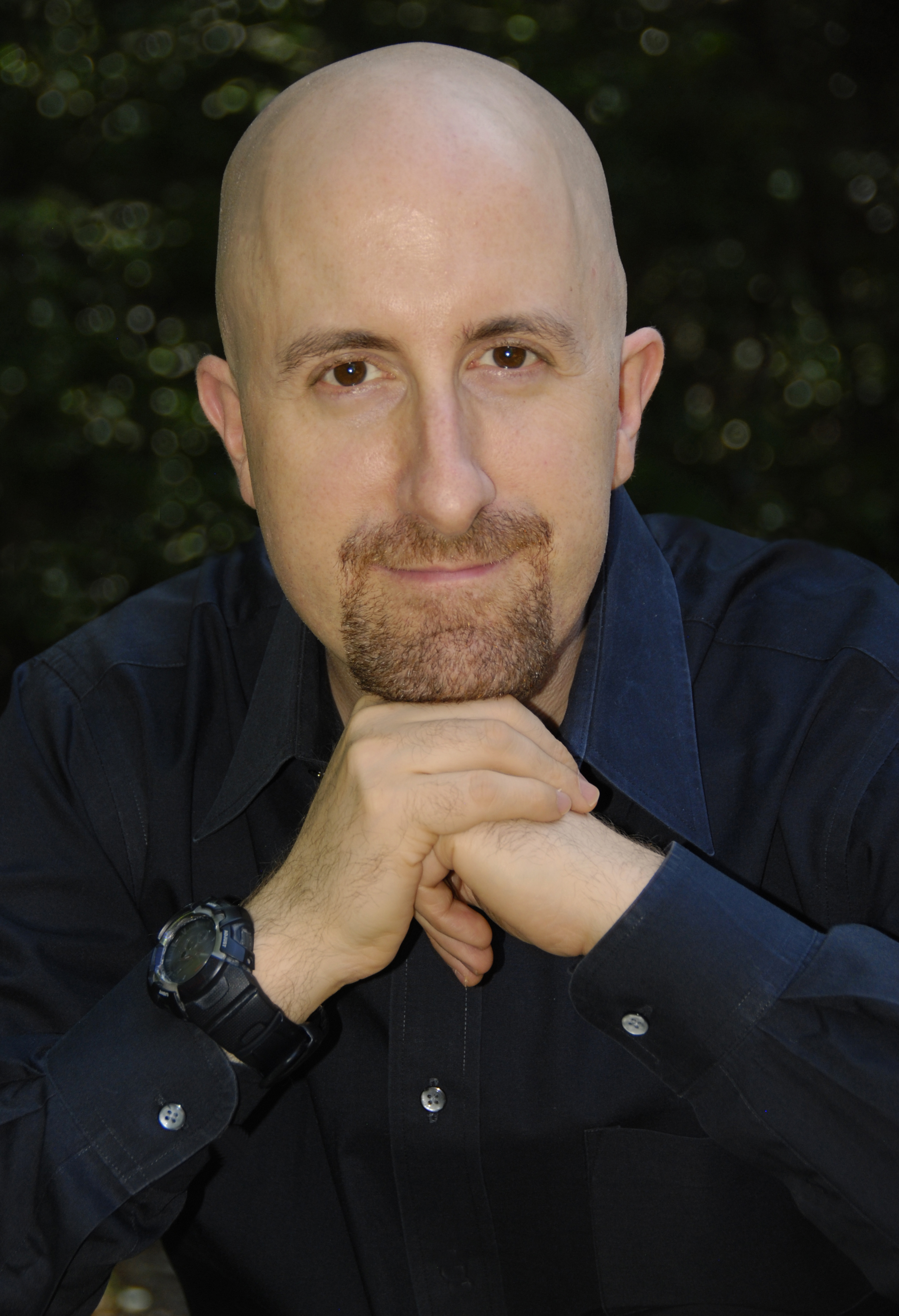
Raun K. Kaufman, un Américain dont les parents affirment publiquement en 1976 qu'ils l'ont « guéri de l'autisme », et dont la nature de personne autiste est controversée.

La guérison de l'autisme, au sens médical, est peu probable au regard des connaissances de l'autisme et de ses facteurs de causalité, voire, est un mythe. L'autisme ne répond pas à la définition d'une maladie dont un traitement curatif pourrait supprimer à la fois les causes et les manifestations. Les réponses thérapeutiques portent sur la réduction des situations de handicap rencontrées par les personnes diagnostiquées comme autistes. Malgré l'absence de preuve d'une possibilité de guérir l'autisme, quelques personnes autistes et leurs proches assurent avoir « guéri ». Dans un contexte de recherche de remèdes, quelques thérapeutes et psychanalystes, ainsi que des figures controversées comme le Pr Luc Montagnier, revendiquent de pouvoir guérir l'autisme mais sans en apporter de preuves, ce qui assimile ces déclarations à du charlatanisme.
Entre 3 et 25 % des personnes ayant reçu un diagnostic lié à l'autisme durant leur enfance ne répondent plus aux critères de ce même diagnostic à l'âge adulte, majoritairement parmi celles qui n'ont pas de handicap mental associé. Ce constat peut recouvrir plusieurs réalités, et ne permet pas de définir les adultes qui ne répondent plus aux critères diagnostiques de l'autisme comme étant « guéris ». 
La focalisation sur une hypothétique guérison de l'autisme dans le futur influence les financements et les priorités des politiques de santé, tout en constituant un débat éthique auquel prennent part des adultes autistes, des proches de personnes autistes et des professionnels de la santé. La majorité des adultes autistes s'opposent à l'idée selon laquelle l'autisme devrait être prévenu ou guéri, mettant en avant le respect de leur identité et la préservation d'une culture autiste. Les parents d'enfants autistes soutiennent au contraire majoritairement la recherche d'un traitement curatif, sur la base du respect de la liberté individuelle et de la recherche du bien-être.

## Définition

L'Organisation mondiale de la santé range le trouble du spectre de l'autisme parmi sa classification internationale des maladies.

Les notions de « guérison » et de « traitement » de l'autisme sont à la fois complexes et controversées,.
L'autisme n'est pas défini sur la base d'une cause identifiée, mais sur celle d'un ensemble de critères ou symptômes communs aux personnes diagnostiquées, et qui pourraient avoir des causes diverses,. Ces symptômes, incluant des comportements répétitifs et une communication atypique, sont plus ou moins handicapants selon les individus. Les manifestations de l'autisme sont d'origine neuro-développementales, comme spécifié dans les classifications CIM-10, DSM-5 (2013) et CIM-11 (2018). Les causes de l'autisme sont majoritairement génétiques (plus de 140 gènes impliqués, d'après l'institut Pasteur (2019), créant une forte héritabilité) et de façon secondaire environnementales, les vaccins ayant été mis hors de cause par de solides études. 
Si le consensus scientifique actuel autour de l'autisme le définit comme « présent à la naissance » et « à vie », de nouvelles découvertes pourraient en suggérer une vision plus dynamique, et conduire à de nouvelles critiques de la notion de guérison.

### Problèmes posés par la notion de maladie
Carole Tardif et le Dr Bruno Gepner dans leur ouvrage de référence L'autisme (2019), le Centre Ressources Autisme d'Île de France (2022) et la plate-forme Autisme Info Service (2022) en France, ainsi que la Fédération québécoise de l'autisme (2016) et le Pr Laurent Mottron (2004) au Québec, déclarent que « l'autisme n'est pas une maladie », en accord avec la majorité des personnes concernées qui s'expriment à ce sujet. La sociologue Brigitte Chamak souligne (en 2009) que « l’identité des personnes autistes se construit actuellement dans le cadre d’une résistance à la définition de l’autisme comme une maladie », mais que le trouble du spectre de l'autisme reste référencé parmi la Classification internationale des maladies (CIM), publiée par l'Organisation mondiale de la santé. De nombreux professionnels de santé le présentent comme une maladie, par exemple la Pr de pédopsychiatrie française Catherine Barthélémy et la Dr en psychologie Uta Frith, qui souligne cependant que l'autisme n'est pas une maladie dégénérative, et que de nombreuses personnes autistes améliorent leurs capacités de compensation du handicap à l'âge adulte.

### Définition d'une guérison de l'autisme
Une autre difficulté, en plus de la définition de l'autisme lui-même, réside donc dans la définition d'une « guérison de l'autisme ». Il est fréquent de confondre la guérison de l'autisme avec l'indifférenciation (perçue de l'extérieur) entre les personnes autistes et les personnes non-autistes, mais la guérison et l'indifférenciation sont deux notions différentes. L'une implique la suppression de toutes les caractéristiques qui font qu'une personne est autiste, alors que l'autre induit un masquage ou une absence de perception de ces caractéristiques, sans impliquer leur suppression effective. Brigitte Harrison et Lise St-Charles notent que des intervenants en thérapie demandent aux enfants de faire disparaître leurs « manifestations autistiques », et revendiquent ensuite fallacieusement d'avoir guéri ces enfants.
L'Organisation mondiale de la santé (OMS) et l'institut Pasteur spécifient qu'il n'existe aucun traitement curatif de l'autisme (notamment médicamenteux) reconnu comme efficace, les réponses médicales portant sur des interventions pour aider les personnes diagnostiquées comme autistes à compenser leur situation de handicap, à travers une « prise en charge uniquement symptomatique (ce sont les symptômes qui sont traités et non les origines des troubles) »,. De même, Frith estime que « l'autisme ne disparaît pas » et qu'aucune méthode expérimentée jusqu'alors (2010) n'a permis de guérison. Elle souligne aussi l'abandon de la notion d'autisme infantile, qui suggérait à tort que l'autisme disparaitrait ou guérirait chez les adultes. Catherine Barthélémy écrit en 2012 que « nous sommes malheureusement dans l'incapacité de guérir l'autisme, un patient avec autisme le sera sa vie durant ».

## Pertes du diagnostic
Il existe un faisceau d'études qui concluent qu'une part significative (environ 10 %) des enfants diagnostiqués comme autistes ne rencontrent plus les critères du diagnostic d'autisme à l'âge adulte,. Le pédopsychiatre Michel Lemay estime en 2004 qu'il pourrait exister des cas très rares et isolés de guérison de l'autisme, mais les facteurs qui la provoquent restent inconnus et non-reproductibles. 
En 2008, Molly Helt et ses collègues déterminent qu'entre 3 et 25 % des enfants diagnostiqués dans le champ de l'autisme sont dans ce cas. Ce groupe de chercheurs identifie, parmi les facteurs prédictifs de cette évolution vers la perte du diagnostic, une intelligence élevée, un langage réceptif, une imitation verbale et motrice, et un développement moteur, mais pas la « gravité globale des symptômes ». En janvier 2013, une étude de l'Université du Connecticut détermine que 34 jeunes qui avaient reçu un diagnostic fiable relié au champ de l'autisme durant l'enfance ont par la suite quitté les critères diagnostiques. Interrogée dans la presse, la chercheuse Deborah Fein explique qu'il reste impossible de prévoir comment se développeront les enfants ; en particulier, l'application de l'Analyse appliquée du comportement (ABA) n'est guère prédictive, deux enfants suivant un même protocole d'ABA pouvant connaître des trajectoires développementales totalement différentes. En mai 2013, une étude du Weill Cornell Medical College, menée sur 85 enfants diagnostiqués dans le champ de l'autisme et suivis pendant 20 ans, montre que 9 % de ces enfants ne rencontrent plus les critères diagnostiques à l'âge adulte, la plupart du temps parmi ceux qui ont été diagnostiqués sans handicap mental associé.

## Traitements alternatifs et «guérison» de nos jours
Les psychiatres et psychanalystes à l'origine des premières descriptions de l'autisme, ainsi que ceux qui exercent en France, l'ont longtemps relié au champ des psychoses, en soutenant sa curabilité et en décrivant chez les enfants autistes une « folie » réversible. Bruno Bettelheim croyait ainsi que la prise en charge institutionnelle pouvait guérir l'autisme, ce qui s'est révélé être faux,. D'après les psychanalystes Patrick Landman et Denys Ribas, la plupart des psychanalystes modernes ne prétendent plus que la psychanalyse permet de guérir l'autisme. La sociologue française Florence Vallade souligne cette évolution à travers les représentations de l'autisme dans la presse en France, dans laquelle l'approche de la psychiatrie psychanalytique a été progressivement présentée comme ne permettant pas une « vraie guérison », tandis que la notion de handicap, perçu comme définitif, implique que si l'autisme n’est pas guérissable, les personnes concernées sont néanmoins rééducables.
L'approche psychologique et comportementale de l'autisme est peu invasive envers les personnes concernées, au contraire de l'approche biomédicale, qui est aussi la plus susceptible de déboucher un jour sur une guérison. Selon l'institut Pasteur (2019), « la gravité de certains symptômes pourrait être réduite, même chez l’adulte », ce qui justifie la conduite d'essais thérapeutiques sur l'autisme. 
Le point de vue biomédical sur l'autisme veut qu'il s'agisse d'un handicap ou d'une maladie qui entraîne des déficiences, et soutient la détection précoce, la prévention, l'amélioration des traitements et finalement la guérison de l'autisme. Dans les discours des tenants de cette approche, l'autisme est décrit comme une tragédie ou comme une énigme qui doit être résolue, souvent via le recours à un vocabulaire martial, en parlant de « combattre la maladie » qui « prend les enfants en otage ». La journaliste Olivia Cattan note que les termes « fléau » et « épidémie » sont employés pour caractériser l'autisme dans de grands médias en français.
Florence Vallade souligne le rôle de la presse en France dans l'entretien d'une croyance en la possibilité de guérir l'autisme, dans la mesure où des expressions telles que « développement normal » et « enfants ne se distinguant plus des autres enfants » y sont régulièrement véhiculées, et « invitent à penser par glissement sémantique qu’une guérison est possible ». 

### Personnalités et groupes qui prétendent pouvoir guérir l'autisme

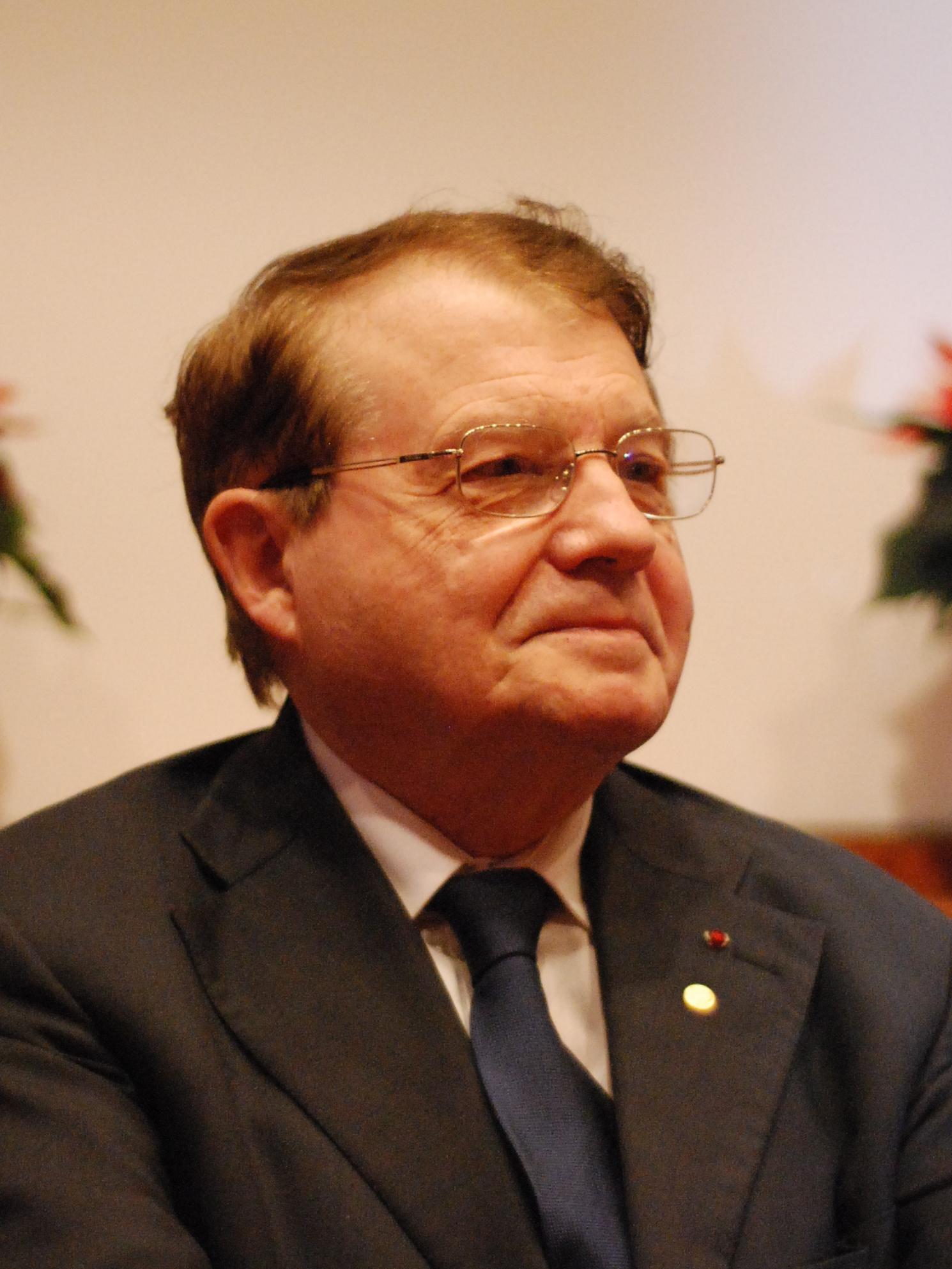
Le Luc Montagnier, qui en 2012 a affirmé que l'autisme serait guérissable avec des antibiotiques.

D'après Lemay, « toute personne ou tout regroupement affirmant à l'heure actuelle qu'on peut « guérir l'autisme » est dans l'illusion ou dans le charlatanisme ». L'absence officielle de traitement curatif de l'autisme suscite une demande, particulièrement lorsque les parents d'un enfant nouvellement diagnostiqué comme autiste sont à la recherche de réponses médicales, n'en trouvent pas et se tournent vers des thérapies alternatives douteuses et/ou dangereuses,. Des enfants autistes sont alors exposés à ces pseudo-traitements vendus par des charlatans, au prétexte de les guérir. D'après le New Scientist, la plupart de ces pseudo-thérapies relèvent du domaine biomédical, ou « biomed ».
D'après la sociologue française Lise Demailly, en France à la fin des années 2010, deux catégories de personnes impliquées dans le champ de l'autisme continuent de soutenir qu'il serait guérissable au sens médical. Il s'agit, d'une part, de partisans de l'approche psychodynamique, tels que les membres de l'association PRÉAUT (Prévention autisme), entre autres Marie Allione,. La psychanalyste Marie-Christine Laznik, théoricienne de PRÉAUT, revendique ainsi avoir « évité un autisme syndromique » à un bébé de trois mois, et à un autre de deux mois, dont le frère est autiste, grâce à des « soins » guidés par la psychanalyse. Les partisans de la théorie causale infectieuse (Luc Montagnier, Corinne Skorupka, Lorène Amet...) soutiennent également la possibilité d'une guérison de l'autisme au sens médical, en estimant que guérir l'infection sous-jacente revient à guérir l'autisme. Les promesses de guérison sont portées par quelques personnalités marginalisées parmi la communauté scientifique, notamment par le Pr Luc Montagnier, qui est à l'origine de la création de l'association Chronimed et de l'affaire Chronimed,,,. Certains hypnothérapeutes et promoteurs de régimes alimentaires spéciaux promettent  aussi aux parents de guérir l'autisme de leurs enfants. Sur les réseaux sociaux, des charlatans sévissent sur des groupes de discussion et exposent ces promesses à des parents d'enfants autistes ou à des adultes autistes. La promesse de guérison peut être conditionnée au suivi strict des protocoles proposés, qui se révèlent très onéreux,.
L'association AutismOne a longtemps gardé sur son site web un lien vers un article prétendant que l'homéopathe Kerri Rivera (pasteure de la pseudo-Église Genesis II Church of Health and Healing) a guéri 38 enfants autistes en dix mois avec le supplément alimentaire minéral miraculeux, un dérivé de l'eau de Javel.
Aux États-Unis, au moins deux associations soutiennent ou ont soutenu la recherche d'un traitement médical de l'autisme : Defeat Autism Now! (DAN), et Cure Autism Now (CAN, qui a depuis fusionné avec Autism Speaks). En Chine, plusieurs médecins partisans de l'acupuncture soutiennent qu'elle permettrait de guérir l'autisme, des conclusions qui ne sont pas retenues par la collaboration Cochrane.

### Témoignages de «guérison»
Des parents ou proches de personnes autistes témoignent régulièrement, dans la presse, ou dans des ouvrages,,, d'avoir « guéri » leurs enfants de l'autisme, parfois en promouvant des méthodes supposées amener ce résultat, telles que la méthode Son-Rise
 et la méthode des 3i. La Québécoise Nathalie Champoux explique avoir « guéri » ses enfants après avoir fait la requête par mots-clé « guérir » et « autisme » dans un moteur de recherche, et appliqué les protocoles biomédicaux proposés en réponse à cette requête.
Le journaliste anglais Rupert Isaacson affirme dans un ouvrage à succès et un film documentaire (2007 et 2009) que l'équithérapie et le chamanisme ont guéri son fils autiste, des allégations qui ne reposent sur aucune preuve.
L'écrivain américain Sean Barron, sans promouvoir une thérapie en particulier, se déclare guéri de l'autisme et a écrit son autobiographie. L'anthropologue Jean-Marie Vidal juge « le terme de guérison » comme « approprié pour qualifier cette évolution ». Il estime que l'indice le plus parlant est que la plupart des personnes qui le rencontrent à l'âge adulte « doutent des symptômes autistiques que Sean a pourtant montrés à partir d’un an, avant d’être diagnostiqué autiste à l’âge de quatre ans et confirmé tel à plusieurs moments de son enfance et de son adolescence ». Barron est devenu journaliste, et déclare que son travail sollicite des compétences dans les rapports avec autrui, ajoutant que « les bénéfices qu’il y trouve valent largement la perte de la mémoire exceptionnelle des nombres, dates et listes de noms qu’il montrait dans son enfance », lorsqu'il était diagnostiqué comme autiste.

### Réponses aux allégations charlatanesques
En mars 2019, le groupe Amazon retire de la vente deux ouvrages publiés en anglais qui promettent une guérison de l'autisme via des pseudo-traitements invasifs, sous la pression associative de la société civile : Healing the Symptoms Known as Autism (« Guérir les symptômes connus comme l'autisme ») et Fight Autism and Win (« combattre l'autisme et gagner »). En France, l'animatrice Marina Carrère d'Encausse, qui présente Le Magazine de la santé, déclare (en 2020) qu'elle ne relaie pas les allégations de ceux qui prétendent guérir l'autisme, afin de ne pas leur faire de publicité.

## Débat éthique autour du «traitement» et de la «guérison»

Un symbole de l'infini aux couleurs de l'arc-en-ciel symbolise le spectre de l'autisme et le mouvement de la neurodiversité.

La première prise de position historique contre la guérison de l'autisme est initiée par le manifeste de Jim Sinclair, un adulte  militant, en 1993, : 

« [Q]uand les parents disent : "Je voudrais que mon enfant n'ait pas d'autisme", ce qu'ils disent vraiment c'est : "Je voudrais que l'enfant autiste que j'ai n'existe pas. Je voudrais avoir à la place un enfant différent (non autiste)". C'est ce que nous entendons quand vous vous lamentez sur notre existence et que vous priez pour notre guérison. »

— Jim Sinclair, Ne nous pleurez pas
Cette position se développe sous l'impulsion d'un militantisme parti du monde anglo-saxon, notamment à travers l'organisation d’événements entre adultes autistes, dont le but est de célébrer leur mode de vie plutôt que l'arrivée prochaine d'un remède. Si l'idée même de refuser un remède à une condition qui créée un handicap peut sembler déraisonnable, le psychologue Richard Dean l'explique par une réaction aux faits d'exclusion et de rejet auxquels les personnes autistes font face durant leur vie. Les recherches de guérison de l'autisme, y compris in-utero, envoient un message selon lequel une personne autiste ne peut être ni acceptée ni aimée en étant autiste. Une tension majeure découle ainsi des représentations de l'autisme et de la question de sa guérison,. Selon Alicia Broderick et Ari Ne'eman, la rhétorique qui présente l'autisme comme une maladie à guérir émane essentiellement de personnes qui ne sont pas autistes.
Les désaccords entre les personnes autistes, les parents et les professionnels de santé, sur la question de savoir si l'autisme doit être guéri ou traité, dépendent de la conception de l'autisme que l'on adopte et des personnes qui s'expriment : les expériences des personnes diagnostiquées comme autistes incluent aussi celles de personnes qui en souffrent, et celles qui ne peuvent pas communiquer leur point de vue verbalement. Le débat autour de la guérison est aussi étroitement lié à la recherche d'une société plus inclusive, et aux représentations de l'autisme. 

### Questions éthiques
D'après le Dr en psychologie Simon Baron-Cohen, il existe (en 2009) un début de débat éthique autour de la question de savoir si les connaissances scientifiques de l'autisme doivent être mobilisées pour le prévenir ou le guérir. La sociologue Nancy Bagatell souligne (en 2010) que l'émergence de ce débat découle de l'opposition d'adultes autistes à l'interprétation biomédicale de leur condition, qu'ils considèrent comme une différence neurologique et non comme une maladie à traiter.
La possibilité de guérir l'autisme soulève ainsi de nombreuses questions bioéthiques, mettant en jeu les notions de liberté individuelle, d'identité personnelle, d'affectation des ressources, de culture et de bien-être. D'après l'étude de R. Eric Barnes et Helen McCabe publiée en 2012 autour de cette question, il existe des arguments plausibles à la fois pour et contre la guérison de l'autisme. Les deux arguments valables pour refuser la guérison de l'autisme sont celui de la disparition des talents permis par l'autisme et celui de l'exclusion et de la maltraitance des personnes autistes qui refuseraient d'être guéries (ou dont les parents auraient refusé le dépistage prénatal) ; les deux arguments valables pour accepter un traitement de l'autisme sont celui de l'augmentation de la qualité de vie et celui du respect de la liberté individuelle.

#### Liberté individuelle
S'il est moralement défendable de rejeter l'application d'un remède à l'autisme à soi-même, l'arrêt de toutes les recherches de remèdes à l'autisme, impliquant ainsi de rendre un remède éventuel indisponible pour l'ensemble de la population autiste, constitue un débat beaucoup plus complexe éthiquement, comme cela est illustré dans le domaine de la surdité avec le mouvement de la culture sourde et la question des implants cochléaires posés après la naissance,. Comme le résument Barnes et McCabe, les partisans d'un remède à l'autisme estiment souhaitable de donner un accès à un traitement qui pourrait diminuer considérablement le nombre de personnes autistes dans le monde, voire éliminer totalement ce groupe, tandis que ceux qui refusent la recherche d'un traitement préfèrent que les personnes autistes n'aient pas le choix de vivre avec ou sans autisme. 
Une partie des personnes autistes ne seraient pas en possibilité de choisir par elles-mêmes de guérir ou non de l'autisme, dans la mesure où elles ont un responsable légal ou un tuteur qui prend ces décisions à leur place.

#### Identité et diversité
Les adultes autistes qui militent contre la guérison soulignent que l'autisme est vécu comme une partie fondamentale de leur identité, et non comme quelque chose qu'ils ont ; si leur autisme est éliminé, ils ne seront plus les mêmes
personnes,,. La guérison de l'autisme est parfois comparée à un « meurtre d'identité », ou à un meurtre sans mort physique. Pour Baron-Cohen, les autistes effectuent des choix de vie naturellement différents de ceux des non-autistes, et devraient à ce titre bénéficier du respect de leurs choix et de leur intégrité.
Pour la Dr Deborah R. Barnbaum et pour Barnes et McCabe, il n'y a aucune raison de supposer qu'une personne adulte et mature puisse subir un changement de personnalité ou un changement dans ses souvenirs, ses goûts ou ses désirs après une guérison éventuelle de son autisme. Barnes et McCabe estiment que l'argument de la destruction de l'identité est peu plausible, dans la mesure où il faudrait que la guérison éventuelle s'accompagne d'une compromission du cerveau de la personne.
L'argument de la diversité génétique est parfois mis en avant, mais il ne répond pas à la question de savoir si la guérison de l'autisme serait une bonne ou une mauvaise chose, dans la mesure où une diversité génétique peut être bénéfique ou bien néfaste à un individu. Il en est de même pour la question de savoir si la présence d'un enfant autiste est bénéfique ou néfaste aux autres membres de sa famille.

#### Affectation des ressources
Pour le sociologue australien Matthew Bennett et son équipe, le « mythe de l'autisme pouvant être guéri », qui découle du modèle médical du handicap, a des effets négatifs sur l'existence des personnes autistes, dans la mesure où d'importants investissements et efforts de recherche portent sur la recherche d'hypothétiques « remèdes », plutôt que sur le financement d'aides à la scolarisation et à la professionnalisation des personnes autistes qui, dans ce contexte, ne peuvent réaliser leur plein potentiel. Banes et McCanes notent que si un traitement de l'autisme est rendu disponible pour l'ensemble de la population, la diminution du nombre de personnes autistes qui s'ensuivrait entraînerait probablement une diminution conjointe des services et des aménagements inclusifs qui leur sont destinés dans la société. Cela signifie que la disponibilité d'un traitement contre l'autisme empirerait les conditions d'existence des personnes autistes, bien que l'argument ne soit pas certain à 100 %. Selon eux, cet argument doit être mis en balance avec celui de l'amélioration potentielle du bien-être des personnes guéries de l'autisme.

#### Culture autiste

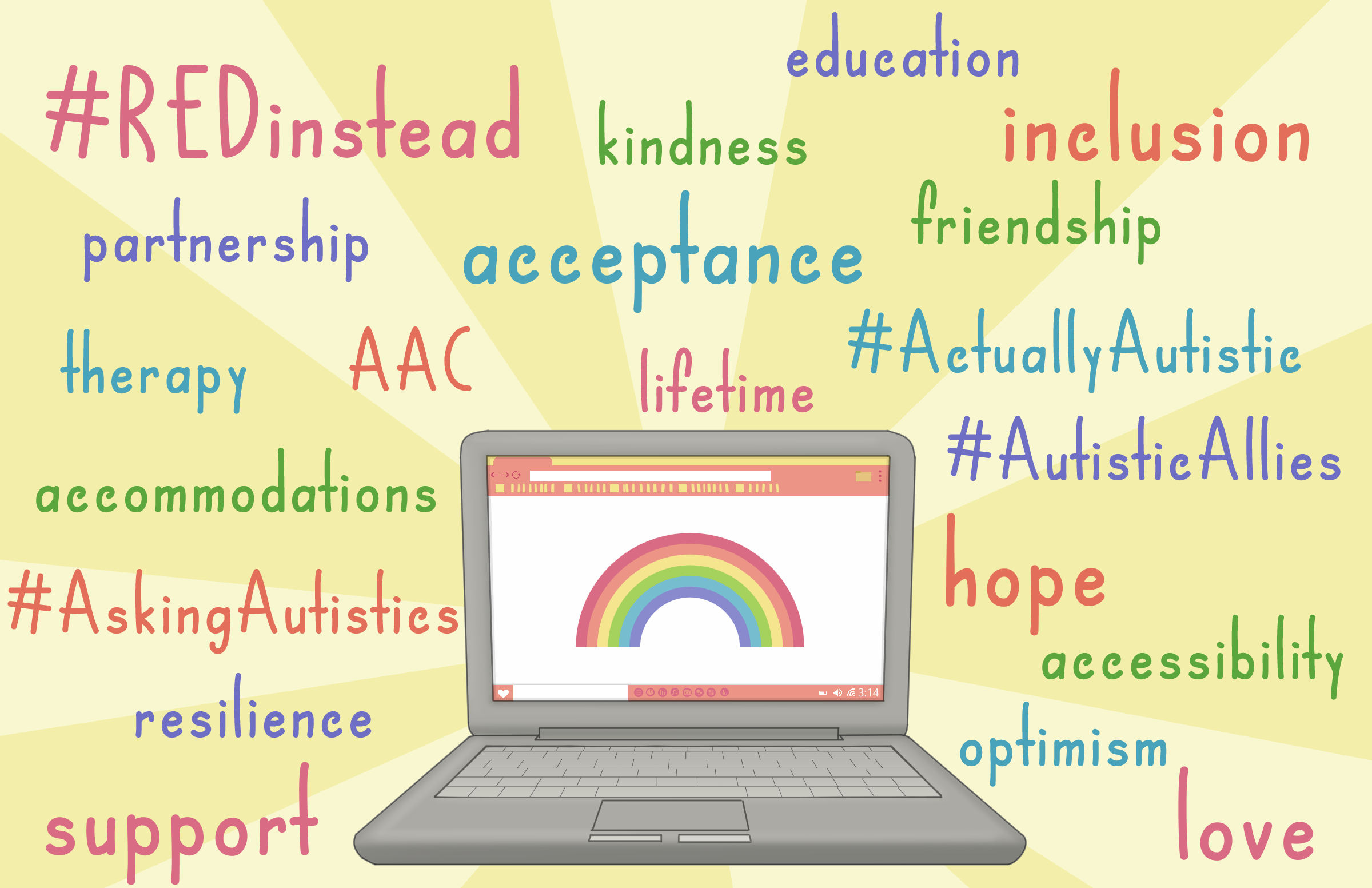
Montage de différents éléments relevant de la culture autiste.

La communauté autiste revendique l'existence d'une culture autiste, qui sera en danger d'extinction s'il est possible de guérir l'autisme. Barnes et McCabe soulignent qu'au contraire de la culture sourde qui repose sur la transmission de la langue des signes, l'existence d'une culture autiste bien définie reste controversée, dès lors qu'elle ne s'étend pas au-delà de l'existence d'individus qui partagent une même expérience de vie. La question de la préservation de la culture autiste repose donc sur le fait de déterminer si elle est plus importante que le mieux-être des personnes autistes.

#### Bien-être
Une dernière question éthique est celle de savoir si l'existence d'un remède et si le fait même de supprimer l'autisme amélioreraient le sort des personnes concernées. Une partie des personnes autistes (10 % selon Barnes et McCabe) déclarent que l'autisme leur apporte des compétences particulières (notamment dans le calcul et la musique), et pourraient se trouver plus mal loties après un traitement qui le supprimerait. S'il est indéniable qu'il existe des personnes autistes douées de compétences et de talents particuliers, la difficulté est de savoir quelle part de ces compétences et talents résulte de l'autisme. Si le handicap est inséparable des compétences et talents, alors la suppression de l'autisme devient moralement injustifiable. 
À l'opposé, les partisans de la guérison, généralement des personnes qui ne sont pas autistes, soutiennent que les avantages potentiels d'une suppression de l'autisme surpassent globalement les inconvénients potentiels. Ils soutiennent que les personnes autistes ont peu d'empathie envers les autres, ont une qualité de vie inférieure à celle qu'elles auraient si elles n'étaient pas autistes, enfin que l'autisme diminue la qualité de vie des autres,. Barnbaum soutient à ce titre que les technologies de dépistage prénatal de l'autisme sont éthiquement acceptables.
Barnbaum estime aussi (2008) qu'une guérison de l'autisme représente un changement et une adaptation si profonds pour un adulte que cette option ne servirait pas l'intérêt des adultes autistes. Barnes et McCabe concluent qu'il n'existe pas de preuves permettant d'affirmer que les difficultés d'adaptation rendraient la guérison non-souhaitable pour l'ensemble des adultes autistes, et qu'il existerait probablement une différence de capacités d'adaptation entre des adultes jeunes et des adultes matures.
Une coercition pourrait s'exercer à l'encontre des personnes autistes pour accepter un traitement même si elles n'en veulent pas. La disponibilité d'un traitement de l'autisme pourrait empirer le rejet social des personnes qui refusent de guérir de l'autisme, en augmentant la réticence des personnes non-autistes à prendre en compte leur différence et en accusant ces personnes qui refusent de guérir de l'autisme d'être responsables de coûts financiers pour l'ensemble de la société. La société a en effet une obligation morale de répondre aux besoins de ceux qui ne « choisissent pas » d'être en situation de handicap, mais non à ceux qui « choisissent » de refuser un traitement potentiel.

### Militantisme contre la guérison de l'autisme

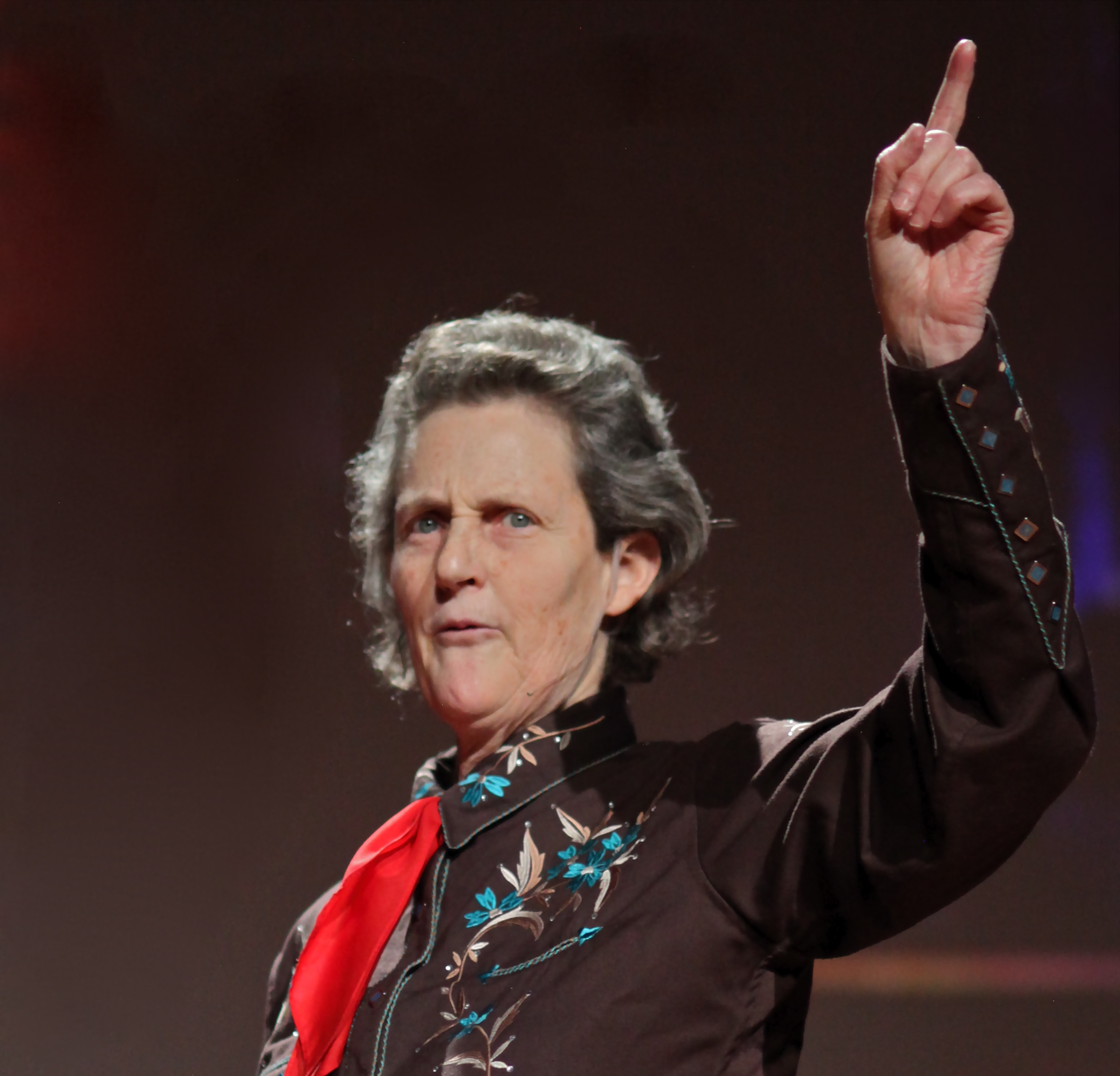
Temple Grandin, ici pendant une conférence TED, une personnalité concernée qui s'oppose à la guérison de l'autisme.

La position anti-guérison est la plus couramment partagée parmi les adultes autistes, rejoignant le mouvement de la neurodiversité, et une revendication plus large de démédicalisation du handicap. L'artiste australienne Donna Williams et la zootechnicienne américaine Temple Grandin, entre autres, réfutent que la guérison de l'autisme soit un objectif souhaitable. Grandin s'adresse ainsi au neurologue Oliver Sacks à la fin d'une conférence dans les années 1990 : 

« Si je pouvais, d'un claquement de doigts, cesser d'être autiste, je ne le ferais pas. Parce que je ne serais plus moi-même. Mon autisme fait partie intégrante de ce que je suis »

— Temple Grandin, Penser en images,
Ces militants reconnaissent néanmoins que les personnes autistes les plus handicapées doivent recevoir un soutien, y compris de leurs pairs, pour accéder à une vie autonome. L'écrivain français Hugo Horiot, parfois présenté comme ayant « guéri de l'autisme » dans les médias, répond à ces allégations dans ses ouvrages à but politique, dont Autisme : j'accuse !, dans lequel il déclare que « nous devons subir les gourous et charlatans qui prétendent nous « guérir ». Ce jour-là, moi, autiste, j'ai des « bleus à l'âme » ». les militants français Julie Dachez et Josef Schovanec, ainsi que l'écrivain d'origine britannique Daniel Tammet, sont aussi opposés à la guérison. Il existe au moins un adulte autiste qui milite pour la guérison, l'Américain Jonathan Mitchell, démontrant que la position anti-guérison, bien que très fréquente, n'est pas unanimement partagée par les adultes autistes.
La majorité des parents d'enfants autistes qui ne sont pas eux-mêmes autistes s'opposent aux discours blessants contre leurs enfants, mais sont fondamentalement pour la guérison. La position « anti-guérison » est donc plus rare parmi eux, bien qu'il existe des exemples de parents sensibles au discours de la neurodiversité. Ainsi, Olivia Cattan dédie Le Livre noir de l'autisme à son fils, en déclarant que l'autisme n'est pas une maladie dont il faudrait le guérir.
Parmi les professionnels de santé, Laurent Mottron et Baron-Cohen soutiennent les avantages de l'autisme, et s'opposent à sa guérison. Baron-Cohen déclare dans The Lancet que « d'autres aspects de l'autisme bénéficieraient d'un tel traitement, comme le retard important dans l'apprentissage du langage, le handicap intellectuel, l'épilepsie (quand elle se produit), les problèmes intestinaux et les difficultés sociales, mais cela est loin de dire que nous devrions « guérir » l'autisme lui-même ».